# Józefów Stary (powiat radomszczański)
Józefów Stary – wieś w Polsce położona w województwie łódzkim, w powiecie radomszczańskim, w gminie Przedbórz.
W latach 1975–1998 miejscowość należała administracyjnie do województwa piotrkowskiego.
Przez wieś przebiega droga łącząca Czermno i Skotniki.